# Saison 5 de BoJack Horseman
Chronologie
Saison 4 Saison 6
Cette page recense les épisodes de la 5e saison de la série télévisée BoJack Horseman.

## Liste des épisodes

### Épisode 1:La scène de l'ampoule
BoJack commence le tournage de la série produite par Quelleheurest-il.com mais trouve le script mauvais et son personnage mal écrit, rendu selon lui sombre jusqu'à l'absurde. Quand il fait la remarque au showrunner, Flip McVicker, que certaines scènes de nu semblent gratuites, la scène est réécrite pour que ce soit Gina, la partenaire à l'écran de BoJack, qui soit nue. Princess Carolyn ne veut rien entendre, aussi BoJack pense à Todd pour s'introduire chez Quelleheurest-il.com et faire modifier le script, mais le CV de son colocataire impressionne tellement qu'il se retrouve à la tête du service marketing du site et ne peut pas l'aider. En confrontant seul McVicker, BoJack se retrouve contraint d'accepter une nouvelle scène où il sera en train de visser une ampoule nu. Il veut en parler à Princess Carolyn et la surprend à la sortie d'une agence d'adoption douteuse. Son agent la rassure, lui rappelle que ce n'est qu'un personnage qu'il joue. BoJack fait donc la scène de nu et pour détendre l'ambiance, invite l'équipe à une soirée chez lui. Il réalise alors que son problème vient de la grande ressemblance entre lui-même et son personnage.

### Épisode 2:Un été de chien
- Laura Linney (elle-même)

Vivant mal son divorce, Diane est partie à Hanoï sur un coup de tête. La rédactrice en chef du site où elle publie lui demande cependant un article rapidement, et elle raconte les raisons qui l'ont poussé à partir à la façon d'un top 10.

### Épisode 3:Obsolescence programmée
- Natalie Morales : Yolanda Buenaventura
- Eva Longoria : la mère de Yolanda
- John Leguizamo : le père de Yolanda

BoJack a une liaison purement physique avec Gina, sa partenaire à l'écran. Il commence à s'attacher à elle mais Gina refuse tout sentiment. Sur le plateau, BoJack la surprend à écouter les chansons d'une comédie musicale ringarde et elle finit par lui avouer qu'elle a espéré un temps faire carrière à Broadway avant de renoncer et se contenter de petits rôles à la télévision quitte à être reconnue plus tard. BoJack refuse de la laisser avec ces regrets et la pousse à chanter devant Flip et Princess Carolyn pour le show. Ils ne sont pas convaincus mais Gina est tout de même satisfaite d'avoir tenté sa chance.
Mr Peanutbutter propose à Pickles, la chienne serveuse qu'il fréquente depuis sa séparation, d'assister avec lui à l'explosion de l'ISS depuis le désert. Elle accepte mais après une discussion aux toilettes avec Gina et Yolanda, elle hésite et veut éviter de précipiter les choses avec Peanutbutter. Rien ne va se passer comme prévu et tout va tendre à créer une atmosphère romantique. Le chien acteur confesse qu'il pense encore à son ex-femme mais qu'il tient à Pickles. Les deux chiens se réconcilient et s'embrassent alors que la station explose.

### Épisode 4:BoJack féministe
- Bobby Cannavale : Vance Waggoner
- Angela Bassett : Ana Spanakopita

Pour interpréter le partenaire hard boiled de Philbert, Princess Carolyn pense à Vance Waggoner, un acteur qui tente un comeback après 5 ans loin des caméras et une longue série de polémiques pour laquelle Hollywoo est prêt à lui pardonner. La chatte aimerait le soutien de Diane, qui refuse en connaissance de cause : elle va le critiquer, le public va se retourner contre elle avec des attaques ad hominem avant de se lasser et Waggoner s'en sortira et elle non. Cependant, lors d'une soirée de récompenses pour les stars qui ont su tourné la page d'années de polémiques, BoJack se fait remarquer pour ne pas avoir applaudi alors qu'il goûtait au fromage servi dans la salle. Il essaie de s'expliquer mais le public féminin en vient à le soutenir comme une icône féministe. Diane essaie de lui expliquer quelques concepts de féminisme de 3e vague pour qu'il s'en fasse le porte-voix. Au même moment, Waggoner prend Ana Spanakopita pour agent et elle approche Diane pour des explications.
Le lendemain, Waggoner déclare publiquement être féministe et refuser le rôle à cause du script de la série, dont Diane reconnait les tendances racoleuses. BoJack essaie de défendre la série avant de proposer à Diane de rejoindre l'équipe de scénaristes. Elle accepte mais McVicker établit clairement qu'il n'écoutera aucune de ses idées. Spanakopita revient vers Diane après un nouvel incident polémique qui force Waggoner à se faire oublier et lui révèle un enregistrement de BoJack avouant qu'il avait failli coucher avec Penny, la fille de son amour de jeunesse Charlotte.

### Épisode 5:L'histoire d'Amélia Earhart
- David Sedaris : Cutie Cutie Cupcake, la mère de Princess Carolyn
- Jaime Pressly : Sadie

Princess Carolyn est partie pour deux jours en Caroline du Nord, dans sa ville natale, où elle doit rencontrer Sadie, une jeune femme de 18 ans enceinte qui compte donner son bébé à l'adoption. La chatte essaie de convaincre la future mère de lui confier l'enfant mais elle est tout le temps interrompue par BoJack, Diane, Mr Peanutbutter et Todd à propos du tournage de Philbert qui a pris du retard et bloque sur une scène censée être d'action mais où il ne se passe rien. Princess Carolyn pousse Diane à faire réécrire la scène en manipulant Flip pour qu'il pense que l'idée venait de lui, BoJack à avoir une doublure pour une cascade, mais prise par ses tentatives de négociation, Princess Carolyn oublie d'appeler la doublure et BoJack fait une chute du toit d'un immeuble en ratant la cascade. Sadie voit comment Princess Carolyn manipule son entourage pour avoir ce qu'elle veut et doute de sa sincérité, aussi l'agente lui donne un dernier conseil avant de partir : sa décision quant à l'avenir de son enfant doit venir uniquement d'elle et non des autres. À l'aéroport, Princess Carolyn apprend que Sadie se donne encore du temps pour réfléchir.

### Épisode 6:Le churro gratuit
BoJack donne un long discours improvisé aux funérailles de sa mère, Beatrice. Il revient sur sa relation avec elle, avec son père Butterscotch, comment leur noyau familial a toujours été dysfonctionnel, et cherche à comprendre les derniers mots qu'il lui a dits : « Je te vois ». Alternant nostalgie, haine et regrets, il finit par réaliser qu'il n'est pas dans la bonne salle.

### Épisode 7:INT. SOUS
- Issa Rae (Dr Indira)
- Wanda Sykes (Mary-Beth)

Deux femmes psychologues se retrouvent pour dîner et leur conversation en vient aux deux couples qu'elles ont eu chacune à gérer : Dr Indira a dû gérer le conflit latent entre BoJack et Diane, et son épouse Mary-Beth, une dispute entre Princess Carolyn et Todd. Pour la confidentialité de leurs patients, elles changent les noms.
BoJack ne parvient pas à reconnaitre qu'il a besoin d'aide à faire le deuil de sa mère mais Diane refuse de l'aider et veut se tenir loin de lui, afin de se préserver, de gérer la découverte de l'aventure de BoJack et Penny mais surtout de trouver une solution alors que Flip est incapable d'écrire un script depuis des jours. Quand il apprend que ce conseil vient de sa psychologue, Dr Indira, BoJack se rend à son bureau pour lui faire des reproches mais finit par avoir une séance sans le réaliser. Indira, fascinée par le cas de BoJack, le suit secrètement tout en continuant à suivre Diane, mais les deux le découvrent et Indira préfère aider BoJack, qui fuit quand il réalise qu'il suivait des séances. Diane le pousse à continuer mais BoJack s'enferme dans son déni et pense que Diane est la seule à pouvoir l'aider parce qu'elle le comprend. Frustrée, Diane se venge en utilisant l'histoire de BoJack et Penny pour une scène de flashback pour Philbert, ce que BoJack comprend en jouant la scène.

### Épisode 8:Les petites amies de Peanutbutter
- Jessica Biel (elle-même)

Depuis un malentendu datant de 25 ans, Mr Peanutbutter fête Halloween chez BoJack. Cette année, il vient avec Pickles, mais la présence de Diane, venue déposer un script pour BoJack, amène Peanutbutter à se remémorer les premières soirées de Halloween avec ses trois ex-femmes (Katrina, Jessica Biel et Diane) qui ont toutes fini en désastre et marqué un tournant dans leur relation. Alors que Pickles, ivre, panique avec la présence de Diane, elle se réfugie dans la salle de bains. Peanutbutter ne comprend pas pourquoi le schéma se répète et Diane lui explique qu'il a toujours fréquenté des femmes jeunes et qu'il n'a jamais su évoluer et mûrir avec elles. Peanutbutter veut faire des efforts mais se demande si l'écart d'âge n'est pas cette fois trop grand.

### Épisode 9:De l'histoire ancienne
Avant de retourner à l'université, Hollyhock fait un détour par Los Angeles pour voir BoJack, qui vient de terminer le tournage de la première saison de Philbert. Revenir dans la maison où elle a fait une surdose est une épreuve pour la jeune jument, mais BoJack essaie de la rassurer. Cependant, elle découvre qu'il prend des antalgiques opiacés pour son dos et, dans la panique, s'en débarrasse. BoJack cherche alors un moyen non officiel d'obtenir des médicaments, d'abord par le médecin qui fournissait Sarah Lynn, repenti depuis la mort de la jeune actrice, puis Gina, son ex-partenaire à l'écran qui croit que BoJack veut continuer leur relation, pour finir par un dealer dans un quartier louche. Hollyhock comprend que BoJack n'a plus besoin de médicaments pour la douleur et part avec la promesse que BoJack arrêtera. En rentrant chez lui, BoJack commence à ressentir le manque et grille volontairement un feu rouge.
Todd revoit Emily, qui n'est pas satisfaite des relations qu'elle a eues depuis leur rupture. Todd essaie de trouver un moyen de combler Emily, qui appréciait sa compagnie et propose un robot sexuel de sa conception pour ses envies. La machine a des ratés et Emily préfère proposer à Todd d'essayer le sexe.

### Épisode 10:La tête dans les nuages
Dans un cloître isolé, les nonnes recluses essaient de venir en aide à une femme qu'elles ont recueillie : Margo Martindale. Amnésique, elle commence à retrouver la mémoire en apercevant un ballon géant à l'effigie de Philbert. 
Deux mois plus tôt, BoJack s'est sorti de l'accident et a de nouveau des antalgiques lourds. Il compte se rendre à la première de Philbert avec Gina, nerveuse avec les premières bonnes critiques, mais sans révéler qu'ils sont ensemble. Au siège de quelleheureest-il.com, le robot sexuel de Todd, Rémi Sionaire, crée la confusion et se retrouve PDG du site. Princess Carolyn découvre que certaines répliques du show viennent d'un duo de comiques séparé, qu'elle tente de réconcilier pour négocier un accord.

### Épisode 12:Série annulée
La vidéo de BoJack étranglant Gina a fuité sur Internet et devient la sensation. Todd veut suspendre la production de Philbert mais Princess Carolyn et Flip le convainquent de continuer car la série a du succès, et prévoient une réponse publique pour sauver les apparences. Encore confus sans ses médicaments, BoJack accepte l'interview jusqu'à ce qu'il voie la vidéo et réalise la gravité de la situation. Il est prêt à tout avouer lors de l'interview mais Gina refuse, maintenant que sa carrière décolle enfin et elle ne veut pas devenir la victime de BoJack aux yeux du grand public. Au même moment, Princess Carolyn apprend que Sadie est sur le point d'accoucher et elle veut lui donner son enfant.